# جکسون مندز
جکسون مندز (انگلیسی: Jackson Mendes؛ زادهٔ ۴ ژانویهٔ ۱۹۹۱) بازیکن فوتبال اهل فرانسه است.